# Congrès anarchiste international d'Amsterdam
Le Congrès anarchiste international d’Amsterdam s’est tenu du 24 août au 31 août 1907 à Amsterdam (Pays-Bas). Au centre des débats : le syndicalisme et l'antimilitarisme.

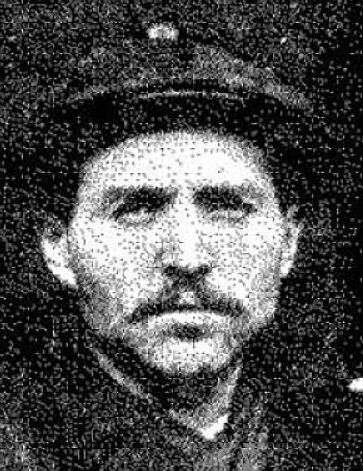
Benoît Broutchoux.

Ce congrès rassemble des délégués de 14 pays dont des figures notables du mouvement libertaire de l’époque comme Errico Malatesta, Pierre Monatte, Luigi Fabbri, Benoît Broutchoux, Emma Goldman, Rudolf Rocker, Christiaan Cornelissen, Émile Chapelier, Domela Nieuwenhuis, Georges Thonar, Henri Fuss, Pierre Ramus, Max Baginski, etc.

## Historique
Pendant toute la semaine de ce congrès divers thèmes furent abordés en rapport à l’anarchisme et à son organisation, au développement du mouvement, à l’éducation ou encore à la grève générale. Un des thèmes principaux fut l’antimilitarisme, le congrès antimilitariste international se tenant simultanément au congrès international anarchiste.
Mais le débat majeur de ce congrès se porta sur la relation entre anarchisme et syndicalisme. Ce débat fut le témoin d’une vive opposition entre Errico Malatesta et Pierre Monatte. 
Monatte pensait que le syndicalisme était révolutionnaire et permettrait la révolution sociale. Malatesta s’opposait à cette idée affirmant : « La conclusion à laquelle en est venu Monatte, c’est que le syndicalisme est un moyen nécessaire et suffisant de révolution sociale. En d’autres termes, Monatte a déclaré que le syndicalisme se suffit à lui-même. Et voilà, selon moi, une doctrine radicalement fausse. » Pour Malatesta le syndicalisme était en effet réformiste et pouvait même être dans certains cas conservateur (l’exemple des Trades-Unions aux États-Unis, syndicats composés d’ouvriers qualifiés s’opposant parfois aux ouvriers non qualifiés afin de défendre leur position privilégiée).
Cette opposition entre deux visions du syndicalisme au cours de ce congrès sera par la suite dépassée avec l’émergence de l’anarcho-syndicalisme, synthèse en quelque sorte d’une conception révolutionnaire du syndicalisme associée aux principes de l’anarchisme.

## Motions

### Grève générale expropriatrice
Lors du Congrès, Henri Fuss, membre de la délégation belge et cheville ouvrière de la Confédération générale du travail prend la parole : « Nous luttons contre la bourgeoisie, c'est-à-dire contre le capital et contre l'autorité. C'est là la lutte de classe; mais à la différence des luttes politiques, celle-ci s'exerce essentiellement sur le terrain économique, autour de ces ateliers qu'il s'agira de reprendre demain. Le temps n'est plus où la révolution consistait à mettre la main sur quelques hôtels-de-ville et à décréter, du haut d'un balcon, la société nouvelle. La révolution sociale à laquelle nous marchons consistera dans l'expropriation d'une classe. Dès lors, l'unité de combat n'est plus, comme autrefois, le groupe d'opinion, mais le groupe professionnel, union ouvrière ou syndicat. Celui-ci est l'organe le mieux approprié à la lutte de classe. L'essentiel est de l'orienter progressivement vers la grève générale expropriatrice, et c'est à quoi nous convions les camarades de tous les pays,. »
Une motion en ce sens est approuvée par le Congrès : « Par des grèves généralisées à des localités, à des régions, à des professions entières, on soulèvera progressivement la classe ouvrière et on l'entraînera vers la grève générale expropriatrice qui comprendra la destruction de la société actuelle et l'expropriation des moyens de production et des produits,. »

### Secrétariat
Les secrétaires du Congrès étaient : John Turner, Malatesta, J-B Wilquet, Rudolf Rocker et Schapiro.

### La délégation belge
Une importante délégation belge participe au Congrès dont Georges Thonar et Henri Fuss (Liège), Émile Chapelier (Boitsfort), Segher Rabauw et Samson (Anvers), Janssen et Heiman (Gand), Schouteten (Bruxelles), Hamburger, Willems. Le Groupement communiste libertaire y intervient notamment dans le débat sur l’organisation.